# Craig Jones (football)
Pour les articles homonymes, voir Craig Jones (homonymie) et Jones.
Craig Jones, né le 20 mars 1987 à Chester, est un footballeur gallois évoluant au poste d'ailier. Il est champion du pays de Galles en 2009, 2010 et 2012 avec deux clubs différents.

## Biographie
Après avoir joué au club amateur de Buckley Town, Craig Jones signe à Airbus UK en novembre 2004. Il part en 2006 pour le club d'Aberystwyth Town où il reste une saison. Il est en 2007 la première recrue du Rhyl FC, avec lequel il devient champion du pays de Galles et est considéré comme un des meilleurs joueurs de la compétition. Il est recruté à l'été suivant par les New Saints, avec lesquels il remporte un nouveau titre de champion, la saison suivante (2009-2010) ainsi que la Coupe de la Ligue.

## Compétitions européennes
Il fait ses débuts en Coupe de l'UEFA le 2 août 2007 à l'occasion de la rencontre Haka-Rhyl (défaite 2-0). Lors de la saison 2010-2011, il participe à la campagne des New Saints en Ligue des champions.

## Palmarès

### En club
| Rhyl FC - Championnat du pays de Galles - Vainqueur : 2009. | The New Saints - Championnat du pays de Galles - Vainqueur : 2010 et 2012. - Coupe du pays de Galles - Vainqueur : 2012. - Coupe de la Ligue - Vainqueur : 2009, 2010 et 2011. |

### Distinctions personnelles
- Apparaît dans l'équipe type de la saison 2008-2009 en Welsh Premier League.
- Apparaît dans l'équipe type de la saison 2010-2011 en Welsh Premier League[3].

## Statistiques
| Saison      | Club             | Pays                 | Championnat        | Coupes nationales | Coupes européennes     |
| ----------- | ---------------- | -------------------- | ------------------ | ----------------- | ---------------------- |
| 2004 - 2005 | Airbus UK        | Welsh Premier League | 23 matchs / 2 buts | -                 | -                      |
| 2005 - 2006 | Airbus UK        | Welsh Premier League | 32 matchs / 6 buts | ?                 | -                      |
| 2006 - 2007 | Aberystwyth Town | Welsh Premier League | 23 matchs / 6 buts | ?                 | -                      |
| 2007 - 2008 | Rhyl FC          | Welsh Premier League | 31 matchs / 8 buts | ?                 | -                      |
| 2008 - 2009 | Rhyl FC          | Welsh Premier League | 27 matchs / 4 buts | ?                 | -                      |
| 2009 - 2010 | The New Saints   | Welsh Premier League | 29 matchs / 8 buts | 9 matchs / 1 but  | 2 matchs (C3)          |
| 2010 - 2011 | The New Saints   | Welsh Premier League | 31 matchs / 7 buts | 6 matchs / 2 buts | 4 matchs / 2 buts (C1) |
| 2011 - 2012 | The New Saints   | Welsh Premier League | 29 matchs / 4 buts | 6 matchs / 1 but  | 4 matchs (C3)          |
| 2012 - 2013 | The New Saints   | Welsh Premier League | -                  | -                 | 2 matchs (C1)          |
| 2012 - 2013 | Bury FC          | League One           | 24 matchs / 1 but  | -                 | -                      |

Dernière mise à jour le 28 juillet 2011